# Komosa zielona
Komosa zielona (Chenopodium suecicum Murr) – gatunek rośliny jednorocznej zaliczany w zależności od systemu klasyfikacyjnego do rodziny komosowatych lub szarłatowatych. Jest to gatunek eurosyberyjski, występujący w strefie umiarkowanej Europy i Azji od Francji i Wielkiej Brytanii na zachodzie po Rosyjski Daleki Wschód. W Polsce na niżu jest częsty, ale jego dokładne rozmieszczenie jest nieznane z powodu nieodróżniania go od komosy białej Ch. album. Rośnie na polach, w ogrodach, na przydrożach, w miejscach wilgotnych, żyznych, często też cienistych, czasem też na brzegach wód.

## Morfologia

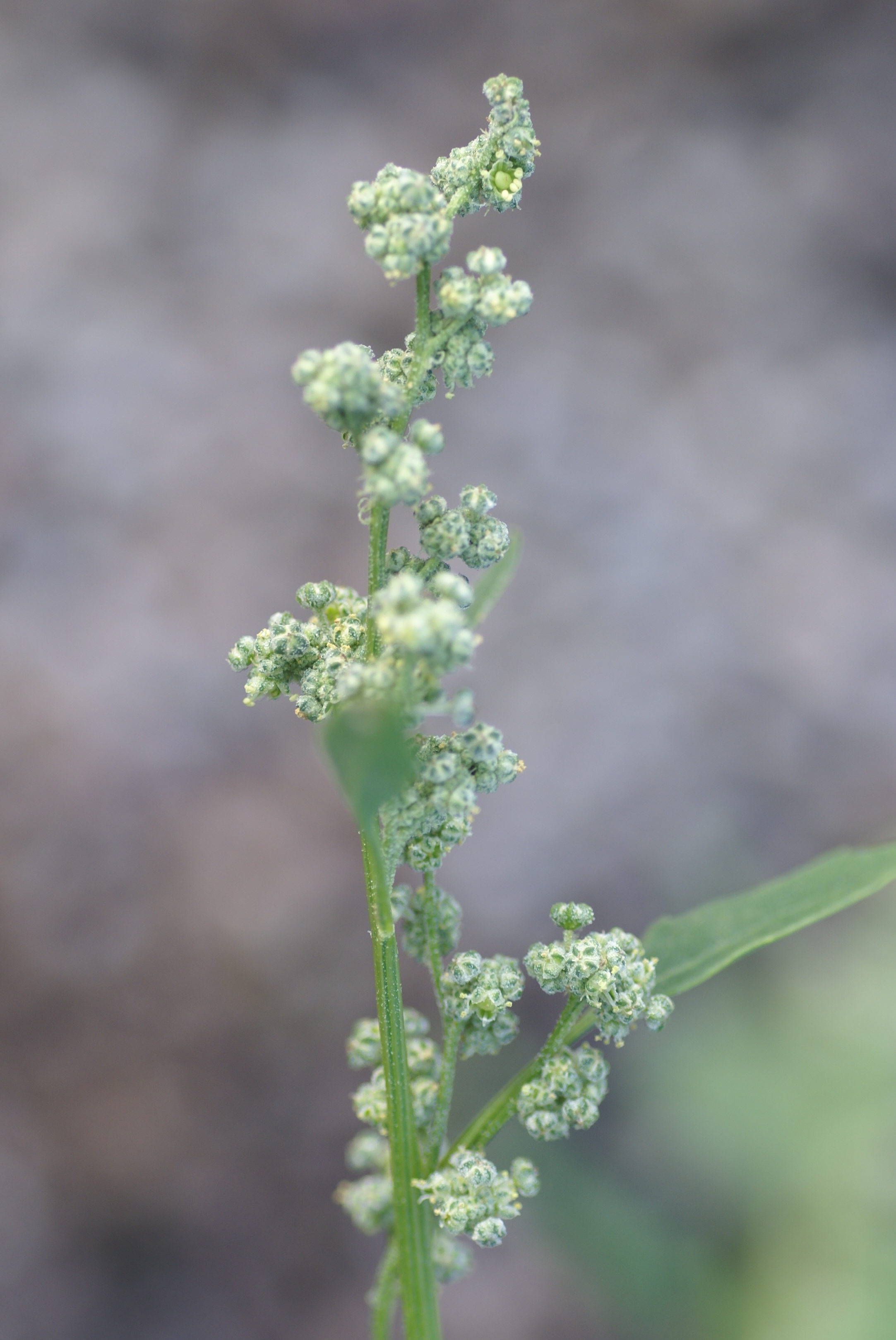
Kwiatostan

PokrójRoślina zielna żywozielona, nie czerwieniejąca, osiągająca wysokość do 100 cm, rzadko do 150 cm. Jest luźno rozgałęziona i tylko za młodu omączona, później naga. Łodyga jest zielono i zielonoszaro paskowana.
LiścieŻywo- do sinozielonych, cienkie. Liście środkowe szeroko-rombowo-jajowate, zwykle trójklapowe, często z 2–3 dodatkowymi, ząbkowanymi klapkami bocznymi. Klapa środkowa jest szeroka, zwłaszcza w części szczytowej na brzegu ostro i dość gęsto ząbkowana, stopniowo zwęża się ku tępemu lub zaostrzonemu wierzchołkowi. Górne liście są coraz słabiej klapowane, najwyższe są lancetowate, przy czym i one zwykle są ząbkowane, rzadko całobrzegie.
KwiatyKwiatostan złożony w postaci luźnej, dość delikatnej wiechy. Kwiaty zebrane są w drobne kłębiki o średnicy 2–3 mm lub są pojedyncze. Listków okwiatu jest 5, na grzbiecie mają wyraźnie wypukły, czasem nawet oskrzydlony nerw.
OwoceJednonasienne z luźną, cienkoskórzastą i żółtawobiałą owocnią. Nasiono spłaszczone soczewkowato, zaokrąglone, o średnicy 1,2–1,8 mm, czarne i błyszczące. Powierzchnia łupiny nasiennej z wyraźnymi, dość głębokimi okrągławymi lub podługowatymi zagłębieniami, czasem też z mniej lub bardziej widocznymi żyłkami.
Gatunki podobneKomosa klonolistna Ch. acerifolium ma nasiona mniejsze (do 1,3 mm), ale z podobnymi wgłębieniami. Różni się klapą środkową liści wąską i ostrą, z nielicznymi i nieregularnymi ząbkami oraz obecnością tylko dwóch ostro wyciągniętych klap bocznych, pozbawionych ząbków lub z jednym ząbkiem. Komosa biała Ch. album jest omączona, ma liście różnego kształtu, zwykle tępo ząbkowane, kwiatostany gęste i nasiona gładkie. Zobacz też: komosa trójkątna Ch. urbicum, komosa murowa Ch. murale, komosa kalinolistna Ch. opulifolium, komosa wzniesiona Ch. strictum.